# Bollnäs pastorat
Bollnäs pastorat är från 2014 ett pastorat i Hälsinglands södra kontrakt i Uppsala stift i Bollnäs kommun i Gävleborgs län. 
från att före 1995 varit ett pastorat för Bollnäs församling så återbildades pastoratet 2014 genom sammanläggning av pastoraten:
- Bollnäs-Rengsjö pastorat
- Arbrå-Undersviks pastorat
- Hanebo-Segersta pastorat

Pastoratet består av följande församlingar:
- Bollnäs församling
- Rengsjö församling
- Arbrå-Undersviks församling
- Hanebo-Segersta församling

Pastoratskod är 011307